# Croton hostmannii
Croton hostmannii là một loài thực vật có hoa trong họ Đại kích. Loài này được Miq. ex Schltdl. mô tả khoa học đầu tiên năm 1848.